# Quercus flocculenta
Quercus flocculenta — вид рослин з родини букових (Fagaceae); ендемік  штату Нуево-Леон — Мексика.

## Опис
Це листопадний кущ або невелике дерево. Кора чорна, борозниста. Гілочки тонкі, спочатку білувато-зірчасто-запушені, потім голі. Листки яйцювато-ланцетні або довгасті, іноді еліптичні, субшкірясті, 3–7 × 1–2 см; основа округла або широко клиноподібна; найчастіше гострі на верхівці, зі щетиною; край плоский, товстий, цілий біля основи, з 1–3 зубцями з кінчиком щетини біля верхівки; верх темно-зелений, блискучий, майже голий (розсіяні зірчасті волоски вздовж серединної жилки та біля основи); низ щільно, сірувато, зірчасто-вовнистий; ніжка тонка, 4–7 мм завдовжки, сірувато-вовниста. Чоловічі сережки 3 см, злегка зірчасто запушені; маточкові суцвіття 1–2-квіткові. Жолуді однорічні, дозрівають у серпні — жовтні, поодинокі або парні, завдовжки 1–2 см; чашечка охоплює 1/3 горіха.

## Поширення й екологія
Ендемік штату Нуево-Леон — Мексика.
Зростає в гірських чапаралях і змішаних соснових лісах, на західному схилі східного гірського масиву Сьєрра-Мадре; на висотах 2000–2900 м.

## Загрози
Вирубка деревних порід в середовищі існування, оскільки це спричинює деградацію середовища існування, а також пожежі, спричинені людиною.